# Kaplica Wniebowstąpienia w Jerozolimie
Kaplica Wniebowstąpienia, nazywana także kopułą Wniebowstąpienia – romańska świątynia, w formie edykuły zamieniona na meczet, znajdująca się w tradycyjnym miejscu Wniebowstąpienia Chrystusa na Górze Oliwnej w Jerozolimie.
Obiekt jest własnością lokalnej wspólnoty muzułmańskiej, która z okazji uroczystości udostępnia kaplicę i obejście jerozolimskim wspólnotom chrześcijańskim: prawosławnej (Prawosławny patriarchat Jerozolimy), katolickiej (Kustodia Ziemi Świętej) oraz ormiańskiej. Obejście jest też udostępniane wspólnotom koptyjskiej (Koptyjski Kościół Ortodoksyjny) i syryjskiej (Syryjski Kościół Ortodoksyjny).

## Historia
Wydarzenie opisuje Łukasz Ewangelista w swej Ewangelii i Dziejach Apostolskich. Chrystus miał się ukazać uczniom w Jerozolimie, a następnie wyjść z nimi ku Betanii, gdzie wskrzesił Łazarza.

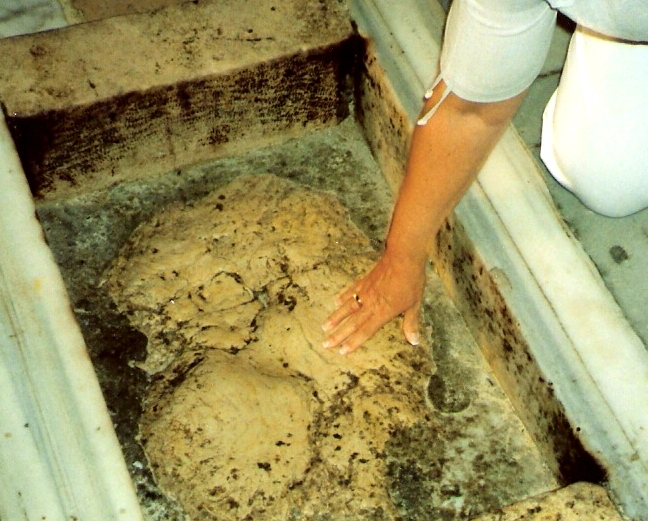
Miejsce Wniebowstąpienia Jezusa Chrystusa

 Chrystus rozmawiał z uczniami w drodze, błogosławił im, a potem uniósł się i już go nie widzieli. W dalszej narracji autor Dziejów Apostolskich stwierdza, że Apostołowie: „wrócili do Jerozolimy z góry, zwanej Oliwną, która leży blisko Jerozolimy, w odległości drogi szabatowej”. Lokalna tradycja chrześcijańska lokalizowała wydarzenie na szczycie Góry Oliwnej. Już w 376, dzięki staraniom rzymskiej matrony Pomenii, wzniesiono okrągłą kaplicę, zaś w 438 dobudowane zostało oratorium. Obok sanktuarium św. Melania Młodsza ufundowała klasztor, by w świątyni sprawowano codzienną liturgię. W latach 1959–1960 prace archeologiczne na szczycie Góry Oliwnej przeprowadził włoski archeolog Virgilio Corbo. Odnalazł fundamenty pierwotnej rotundy i przypory z bizantyńskiego sanktuarium. Archeolog ustalił również, iż pierwotne podłoże znajduje się na głębokości 8 m pod poziomem współczesnych edykuły i obejścia.
Pierwsze sanktuarium, jak szereg innych świątyń chrześcijańskich w Jerozolimie, zburzyły w 614 wojska Chosroesa II Parwiza. W czasie dominacji krzyżowców na szczycie Góry Oliwnej powstał kościół na planie ośmiokąta wpisanego w okrąg o promieniu 18,4 m. Wewnętrzna kolumnada podtrzymywała bęben nakryty kopułą z otworem od wierzchu. Pod kopułą znajdowała się kaplica. Pozostałości wewnętrznej kaplicy to dzisiejsza edykuła, zamieniona w 1187 na meczet. W 1200 kaplicę przykryto ciężką kopułą z lokalnego wapienia. Decyzją Saladyna od strony ulicy powstał drugi meczet, by umożliwić pielgrzymom chrześcijańskim nawiedzanie miejsca świętego.

## Architektura
Kaplica, kryjąca w sobie fragment naturalnej skały, na której pobożność pielgrzymia stara się zobaczyć odciski stóp Chrystusa, jest ośmiokątną budowlą z kamienia, ozdobioną z zewnętrznej strony pozostałymi po poprzednich budowlach elementami dekoracyjnymi w postaci kolumienek i bogato rzeźbionych kapiteli. Na kolumnach i głowicach wspierają się zewnętrzne kamienne łuki. Budowla znajduje się na środku otoczonego dwumetrowym murem terenu. W jej wnętrzu oznaczone jest miejsce odciśniętych w skale stóp. W ścianie zamontowano mihrab.